# 7192 Cieletespace
A 7192 Cieletespace (ideiglenes jelöléssel 1993 RY1) a Naprendszer kisbolygóövében található aszteroida. Endate Kin,  Vatanabe Kazuró fedezte fel 1993. szeptember 12-én.